# Jürgen Heinz
Jürgen Heinz (* 1969 in Bensheim) ist ein deutscher Metallbildhauer.  Seine künstlerische Position entspringt der Faszination an Bewegung, Veränderung und Widerspruch.

## Leben
Nach Abschluss der Hauptschule absolvierte Jürgen Heinz eine Ausbildung zum Kunstschmied. Nach verschiedenen Stationen in Deutschland und in der Schweiz, unter anderem bei Hans-Ueli Baumgartner in Luzern, Jochen Wünsche in Kassel und Ernst Schindler in Stuttgart, erfolgte 1995 eine Weiterbildung an der Werkakademie für Gestaltung der Handwerkskammer Kassel, wo er anschließend ein Jahr als Lehrer tätig war. 1996 legte Heinz die Meisterprüfung in Metallgestaltung an der Metallfachschule Oberursel ab. Seit 1997 arbeitet er freischaffend. Heinz lebt in Darmstadt, sein Atelier hat er in Lorsch.

## Werk

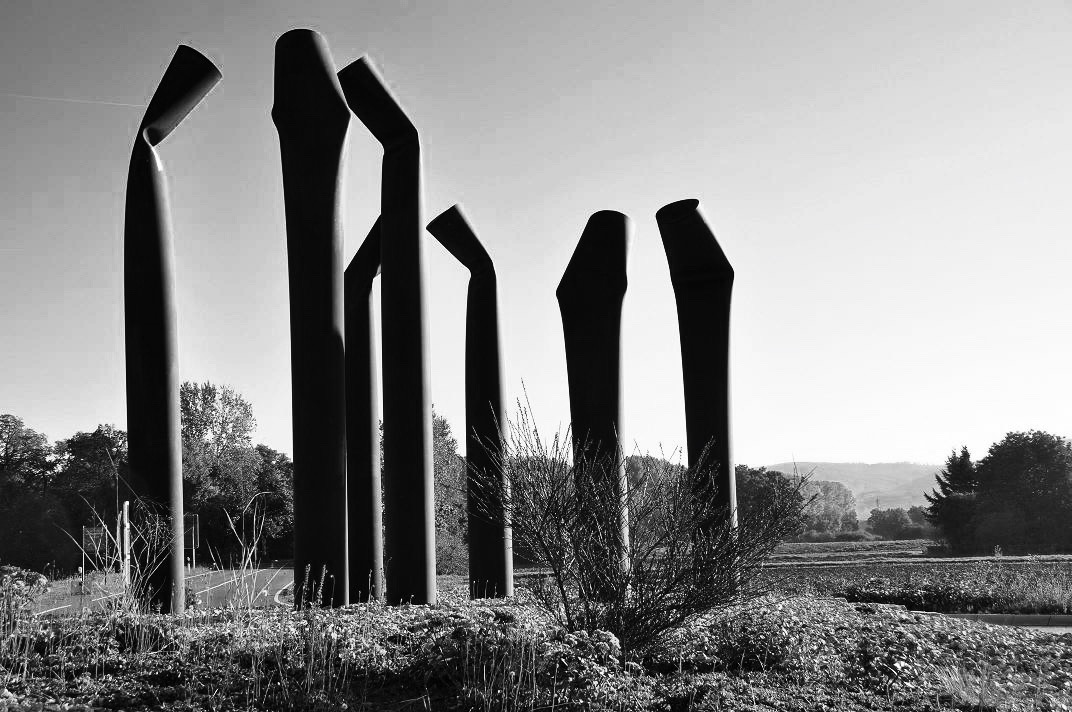
Kommunikation (2009), von Jürgen Heinz, Installation im Öffentlichen Raum, Lorsch

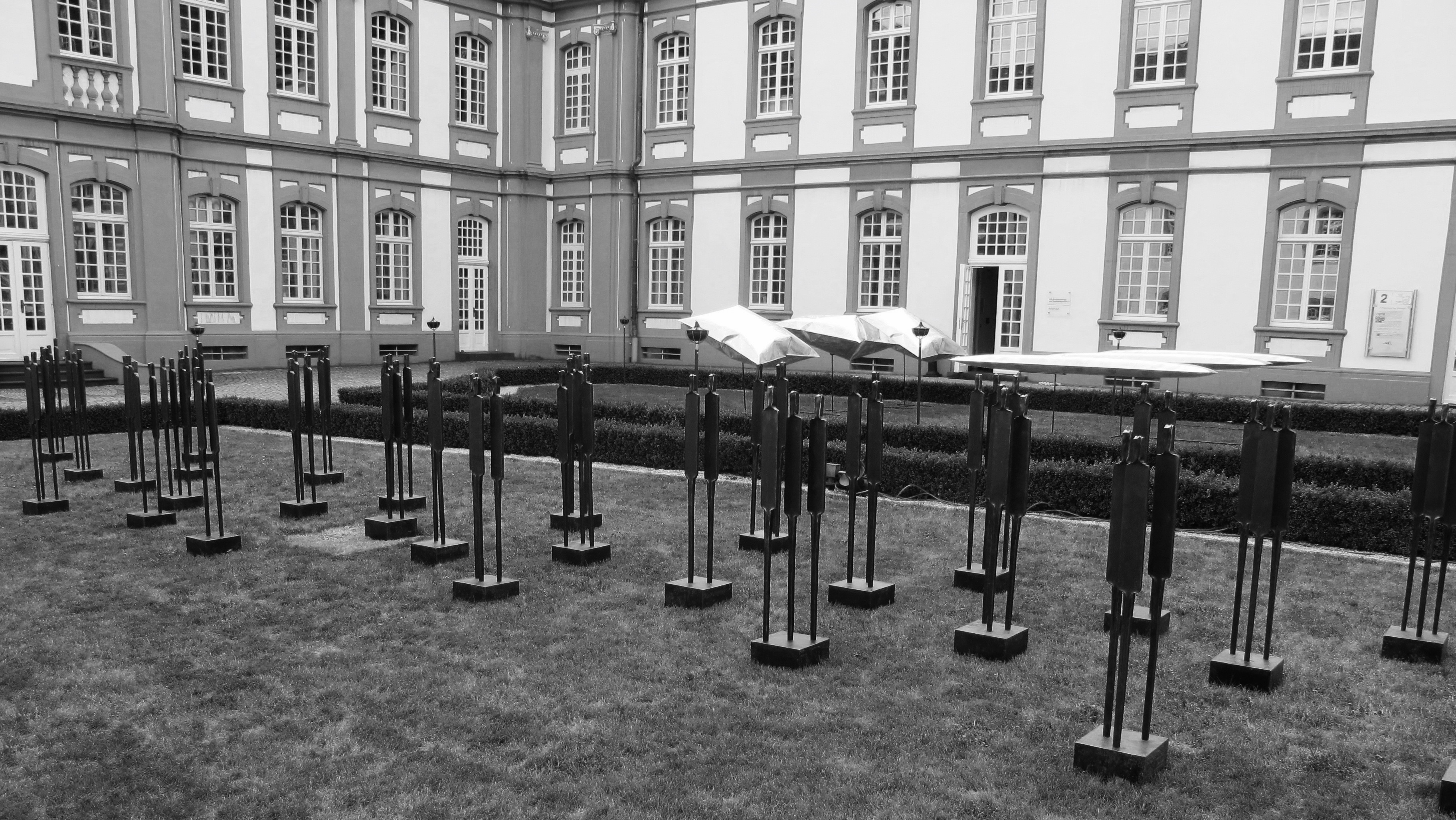
Innehalten (2011), von Jürgen Heinz, Installation Kunsttage Brauweiler

In einer ersten Werkgruppe entstanden Ensembles, die ihre Wirkung daraus beziehen, wie sich die einzelnen Teile oder Figuren in ihrer Ähnlichkeit bzw. Verschiedenheit aufeinander beziehen, darunter die im Jahr 2009 als Kunst im öffentlichen Raum für die Stadt Lorsch entstandenen Installation Kommunikation oder die 2011 geschaffene Installation Innehalten – eine Momentaufnahme des Sich-Besinnens im gesellschaftlichen Kollektiv. Die Figurengruppe besteht aus 80 einzelnen reduzierten Körpersilhouetten, verteilt auf Sockel mit je 2 oder 3 Figuren, die der Künstler nach dreimaliger Inszenierung auflöste und einzeln abgab.
In einer weiteren Schaffensphase experimentiert Heinz mit dem Thema Bewegung. Die modular aufgebauten Arbeiten sind zwar nicht von selbst beweglich, animieren aber den Betrachter, die einzelnen, in ihrer Form reduzierten Teile immer wieder frei zu arrangieren und ihre Beziehung und Wirkung aufeinander auszuloten, so etwa bei People (2015).

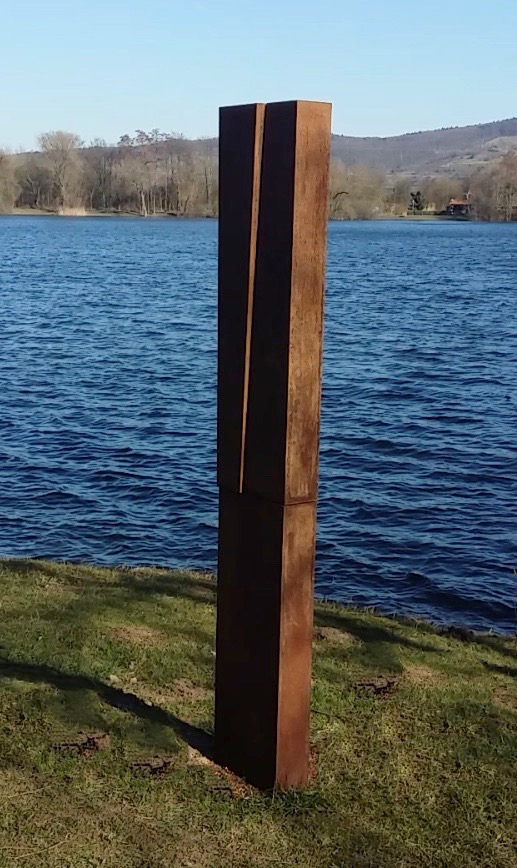
Stele der Freundschaft (2017), von Jürgen Heinz, Moving Sculpture im öffentlichen Raum, Hemsbach

2013 schuf Heinz seine erste Moving Sculpture. Bei den Arbeiten dieser Werkgruppe schwingen bis zu zwei Meter hohe Stahlobjekte mit poetischer Anmut – lautlos und scheinbar schwerelos –, wenn der Betrachter sie durch Berührung in Bewegung versetzt. Ihre teilweise lyrische Wirkung beziehen diese Skulpturen aus dem Kontrast zwischen ihrer geschlossenen, blockhaften Form, die schwer und statisch wirkt, und der Leichtigkeit der Bewegung, wenn sie in Schwingung versetzt werden und die Körperform sich in rhythmischem Wechsel auflöst und wieder zusammensetzt. »Die Werke kommunizieren mit dem Betrachter. Sie fordern auf und heraus zum Agieren.« Als Beispiel hierfür kann die 220 cm hohe Stele der Freundschaft gelten, die anlässlich des Skulpturensymposiums Hemsbach 2017 im öffentlichen Raum, am Wiesensee in Hemsbach, aufgestellt wurde.

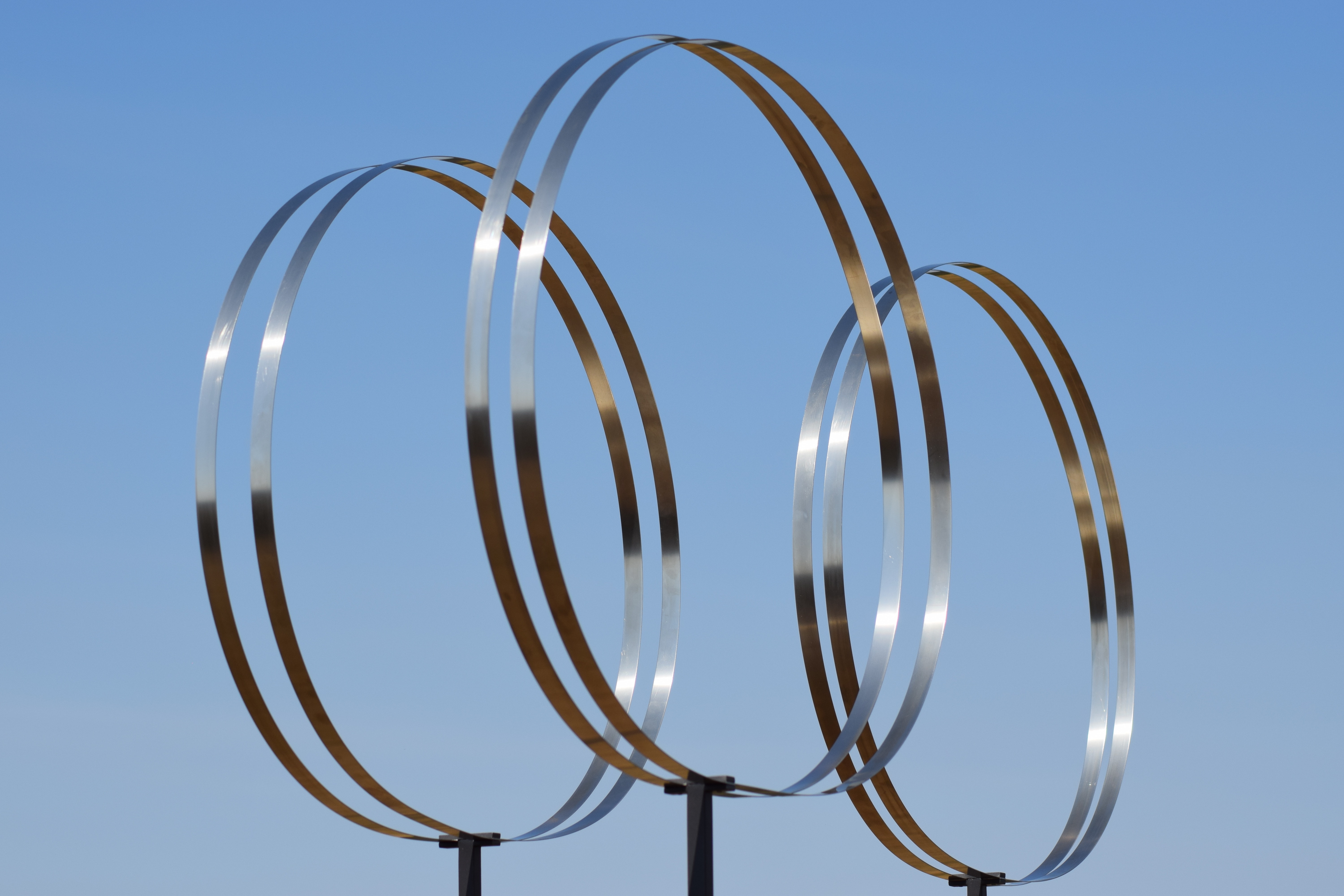
Moving Clouds, von Jürgen Heinz, 9. Internationaler Windkunstwettbewerb Bewegter Wind, 2018

Im Rahmen des Internationalen Windkunstfestivals bewegter wind installierte Heinz in der freien Natur Arbeiten, die der Windkunst zuzurechnen sind; so war beispielsweise die windkinetische Skulptur Moving Clouds 2018 am Hohen Dörnberg aufgestellt, Preisträger der 10. Edition dieses Kunstwettbewerbs wird er im Jahr 2021 mit seinem Beitrag Moving Square.

## Ausstellungen (Auswahl)
2008–2019
- Kunsttage Abtei Brauweiler (2008, 2010, 2011, 2013, 2014)

- Skulpturenpark Mörfelden Walldorf (sowie 2015, 2020)

- Sculpture Network: Gastgeber International New Year’s Brunch 2014, 2015, 2017

- Bewegung im Raum, Jürgen Heinz + Uwe Krafczik
- Emotions, Jürgen Heinz + Günter Uttecht, Kunstverein Offenbach

- Schnittstelle, Einzelausstellung Kommunale Galerie Mörfelden Walldorf
- Moving Sculpture, Einzelausstellung Frankfurter Künstlerclub Frankfurt
- The space within, Jürgen Heinz + Katharina Lehmann, Galerie Benjamin Eck I + II

- Begegnungen, Jürgen Heinz + Adelka John, Atelier Westfalenhütte
- Bewegte Emotionen, Jürgen Heinz + Sussi Hodel, Galerie Obertor Chur
- Fieseler + Heinz, Galerie Liebau, Burghaun

2020
- Konkret Bewegt, Skulpturenhalle Stiftung für Konkrete Kunst Roland Phleps[9]

2021–2025
- 2021 im raum bewegt still verändert, Sonderausstellung Museum Stangenberg Merck[10]
- Kunst braucht Bewegung, Soloausstellung im Museumszentrum[11] Lorsch[12]
- 2022 I Leben in Bewegung, Verena Guther + Jürgen Heinz, Galerie Rother, WIesbaden
- Skulpturengarten Schweigen Rechtenbach
- Art Weekend, Cartils, NL
- Der Klang von Form und Farbe, Irmgard Weber + Jürgen Heinz Villa Streccius, Landau
- 2023 I Preisträgerausstellung Skulpturenpark Mörfelden Walldorf
- Die Bewegte Stadt, Jörg Kraus + Jürgen Heinz, gräfe art.concept Berlin
- Huxley + Heinz, Galerie Petra Kern, Heidelberg
- 2024 I Jürgen Heinz + Uwe Langmann, Landesvertretung Rheinland Pfalz in Berlin
- 8. Kunsttage Winningen
- Sculpture Garden, Galerie De Grote Beer, Geulle, NL
- 50 Jahre BBK Darmstadt Jubiläumsausstellung
- 2025 I Undenale 25, Hofgut Bernhardt Stiftung
- Sculptour 2025, Beukenhof Phoenix Galleries, Kluisbergen (Kwaremont), BE
- 60. Jahre Neutra Siedlung Walldorf
- Shape Shifters - From Structure to soul, Galerie Mizart, BE
- Künstlergruppe "sei doch mal leise", Kunsthaus Worms

Darüber hinaus stellt Heinz regelmäßig auf Kunstmessen u. a. in Karlsruhe, Frankfurt am Main, Basel, Brüssel und Strassburg aus.

## Preise
- 2015 Preisträger des Jurypreises des 18. Skulpturenparks Mörfelden Walldorf
- 2021 Preisträger 10. Internationaler Kunstwettbewerb bewegter wind – Change?![14] in Hofgeismar und Liebenau

## Bibliographie
- MOVING SCULPTURES, Werkbuch 2020, Auflage: 500 Exemplare, Herausgeber: Atelier Jürgen Heinz, Lorsch
- Ein Stück seiner Seele zurück zu lassen, Marjana Gaponenko Chamisso Literatur Preisträgerin 2013, Matchbox Diaries Lorsch, Herausgeber: Zukunft Metropolregion Rhein Neckar e.V. und Metropolregion Rhein-Neckar GmbH, Mannheim 2015